# Labogen
Labogen, é uma empresa brasileira com atividade de laboratório de química fina e biotecnologia. Foi considerado pelo Ministério Público Federal como uma empresa de fachada, para obter recursos ilegais em esquemas de corrupção. O doleiro Alberto Youssef foi considerado sócio-oculto do laboratório. O sócio da Labogen, Leonardo Meirelles foi preso pelo esquema de desvios de recursos da Petrobras, conhecido como Petrolão, investigado pela Operação Lava Jato. Meirelles disse em depoimento como testemunha que recebia 1% do valor bruto que remetia ao exterior, feito inicialmente por Waldomiro, até que Youssef passou a intermediar os repasses.

## Produtos
- Químicos farmacêuticos[3]
- Químicos pré-piloto[3]
- Biorenováveis[3]

## Contratos com Ministério da Saúde
Leonardo Meirelles disse que o ex-deputado André Vargas atuou junto com Youssef nos contratos da Labogen com o Ministério da Saúde. A matéria publicada no G1 faz referência a uma reportagem de VEJA, e diz que as investigações mostram que Vargas ajudava o sócio a localizar projetos dentro do governo pelos quais poderia ser desviado dinheiro público. De acordo ainda com a matéria, uma interceptação realizada pela Polícia Federal em 19 de setembro de 2013, mostra Vargas e o doleiro conversando sobre um contrato que a empresa Labogen, supostamente de Youssef, pretendia fechar com o Ministério da Saúde para fornecimento de remédios.

## Condenação dos sócios da Labogen
- Esdra de Arantes Ferreira, sócio da Labogen - 4 anos e 5 meses por lavagem de dinheiro. Multa de R$ 20 mil.[5]
- Leandro Meirelles, sócio da Labogen - 6 anos e 8 meses por lavagem de dinheiro. Multa de R$ 68 mil.[5]
- Leonardo Meirelles, sócio da Labogen - 5 anos e 6 meses por lavagem de dinheiro. Multa de R$ 171 mil.[5]